# Joe Reed
Joe Reed (Newport, 8 gennaio 1948) è un ex giocatore di football americano statunitense che ha giocato nel ruolo di quarterback nella National Football League (NFL). Al college giocò a football alla Mississippi State University.

## Carriera professionistica
Reed fu scelto dai San Francisco 49ers nel corso dell'undicesimo giro (283º assoluto) del Draft NFL 1971. Rimase con essi per tre stagioni disputando 21 partite con 4 passaggi da touchdown e 13 intercetti subiti. Nel 1975 passò ai Detroit Lions con cui rimase per tutto il resto della carriera, terminata dopo la stagione 1979.

## Vittorie e premi
Nessuno

## Statistiche
| Yard passate      | 2.825 |
| Touchdown         | 31    |
| Intercetti subiti | 59    |
| Passer rating     | 48,1  |